# 埃爾莫爾 (明尼蘇達州)
埃爾莫爾（英語：Elmore）是一個位於美國明尼蘇達州法里博縣的城市，南與愛荷華州接壤。此地為美國副總統及1984年美国总统选举民主黨候選人沃尔特·蒙代尔的兒時故居。

## 歷史
埃爾莫爾的郵局於1863年營運至今。此地得名自早期定居者安德魯·E·埃爾莫爾（Andrew E. Elmore）。

## 人口
根據2020年美國人口普查的數據，埃爾莫爾的面積為2.19平方千米，當中陸地面積為2.19平方千米，而水域面積為0.00平方千米。當地共有人口549人，而人口密度為每平方千米251人。